# Двокрилац (Повратак отписаних)
Двокрилац је трећа епизода телевизијске серије „Повратак отписаних“, снимљене у продукцији Телевизије Београд и Централног филмског студија „Кошутњак“. Премијерно је приказана у СФР Југославији 15. јануара 1978. године на Првом програму Телевизије Београд.

## Историјска подлога
На крају ове, као и осталих епизода налази се натпис — Лица и догађаји су измишљени. Свака сличност је случајна.

## Улоге
| Глумац              | Улога                |
| ------------------- | -------------------- |
| Павле Вуисић        | Јоца                 |
| Драган Николић      | Прле                 |
| Воја Брајовић       | Тихи                 |
| Злата Петковић      | Марија Симеуновић    |
| Александар Берчек   | Мрки                 |
| Иван Јагодић        | Ратко "Двокрилац"    |
| Стево Жигон         | мајор Кригер         |
| Рудолф Улрих        | пуковник Милер       |
| Боривоје Стојановић | капетан Шмит         |
| Велимир Животић     | чика Миле            |
| Предраг Ејдус       | Мали                 |
| Богдан Диклић       | Жуле                 |
| Драгомир Бојанић    | Микула               |
| Љубомир Убавкић     | Мајстор Жиле         |
| Стојан Аранђеловић  | Иса                  |
| Милорад Ђорговић    | пекар                |
| Томанија Ђуричко    | бака Малог           |
| Милан Панић         | немачки војник       |
| Душан Вујиновић     | Лимар                |
| Предраг Милинковић  | Гојко                |
| Љубомир Ћипранић    | агент                |
| Танасије Узуновић   | Гинтeр Фукс          |
| Цане Фирауновић     | капетан Кениг        |
| Божидар Пајкић      | пролазник            |
| Славица Ђорђевић    | Милерова секретарица |
| Андреја Маричић     | младић               |